# Tetrapus mayri
Tetrapus mayri är en stekelart som beskrevs av Charles Thomas Brues 1910. Tetrapus mayri ingår i släktet Tetrapus och familjen fikonsteklar. Inga underarter finns listade i Catalogue of Life.